# Berlin-Marathon 2007
| 34. Berlin-Marathon    | 34. Berlin-Marathon            |
| ---------------------- | ------------------------------ |
| Stadt                  | Berlin, Deutschland            |
| Datum                  | 30. September 2007             |
| Distanz                | 42,195 Kilometer               |
| Sieger                 |                                |
| Männer                 | Haile Gebrselassie (2:04:26 h) |
| Frauen                 | Gete Wami (2:23:17 h)          |
| ← Berlin-Marathon 2006 | Berlin-Marathon 2008 →         |
| Website                | Offizielle Website             |

Der Berlin-Marathon 2007 war die 34. Ausgabe der jährlich stattfindenden Laufveranstaltung in Berlin, Deutschland. Der Marathon fand am 30. September 2007 statt und war der vierte Lauf der World Marathon Majors 2007/08.
Bei den Männern gewann Haile Gebrselassie in 2:04:26 h und bei den Frauen Gete Wami in 2:23:17 h.

## Ergebnisse

### Männer
| Platz | Athlet                  | Land       | Zeit (h)   |
| ----- | ----------------------- | ---------- | ---------- |
| 01    | Haile Gebrselassie      | Äthiopien  | 2:04:26 WR |
| 02    | Abel Kirui              | Kenia      | 2:06:51    |
| 03    | Salim Kipsang           | Kenia      | 2:07:29    |
| 04    | Philip Kipkurgat Manyim | Kenia      | 2:08:01    |
| 05    | Mesfin Adimasu          | Äthiopien  | 2:09:49    |
| 06    | Lee Troop               | Australien | 2:10:31    |
| 07    | Arkadiusz Sowa          | Polen      | 2:12:00    |
| 08    | Joseph Kahugu           | Kenia      | 2:12:08    |
| 09    | Tomohiro Seto           | Japan      | 2:12:21    |
| 10    | Ignacio Cáceres         | Spanien    | 2:12:46    |

### Frauen
| Platz | Athletin                 | Land                   | Zeit (h) |
| ----- | ------------------------ | ---------------------- | -------- |
| 01    | Gete Wami                | Äthiopien              | 2:23:17  |
| 02    | Irina Mikitenko          | Deutschland            | 2:24:51  |
| 03    | Helena Loshanyang Kirop  | Kenia                  | 2:26:27  |
| 04    | Irina Timofejewa         | Russland               | 2:26:54  |
| 05    | Naoko Sakamoto           | Japan                  | 2:28:33  |
| 06    | Hayley Haining           | Vereinigtes Königreich | 2:30:43  |
| 07    | Rose Kerubo Nyangacha    | Kenia                  | 2:31:33  |
| 08    | Leonor Carneiro          | Marokko                | 2:31:41  |
| 09    | Angelina Flueckiger-Joly | Schweiz                | 2:35:57  |
| 10    | Eva-Maria Gradwohl       | Österreich             | 2:36:26  |